# Мациевски, Тим
Тим Мациевски (нем. Tim Maciejewski; родился 5 марта 2001 года, Берлин, Германия) — немецкий футболист, полузащитник клуба «Зандхаузен».

## Карьера
Тим Мациевски — воспитанник футбольных клубов «Герта» и «Унион (Берлин)». За последних дебютировал 7 ноября 2020 года в матче против «Арминии». Эта игра стала единственной за клуб.
6 февраля 2021 года отправился в аренду в «Аустрию (Клагенфурт)» за 25 тысяч евро. Дебют за клуб состоялся 2 марта в матче против «Хорна». Свой первый гол забил в ворота «Амштеттена». В июне аренда была продлена до конца сезона 2021/22. 14 октября 2021 года разорвал синдесмоз и выбыл на 168 дней. Всего за клуб сыграл 30 матчей, где забил 2 мяча и отдал 4 голевых передачи.